# Bazilika svatyně svatého Viktora a Korony

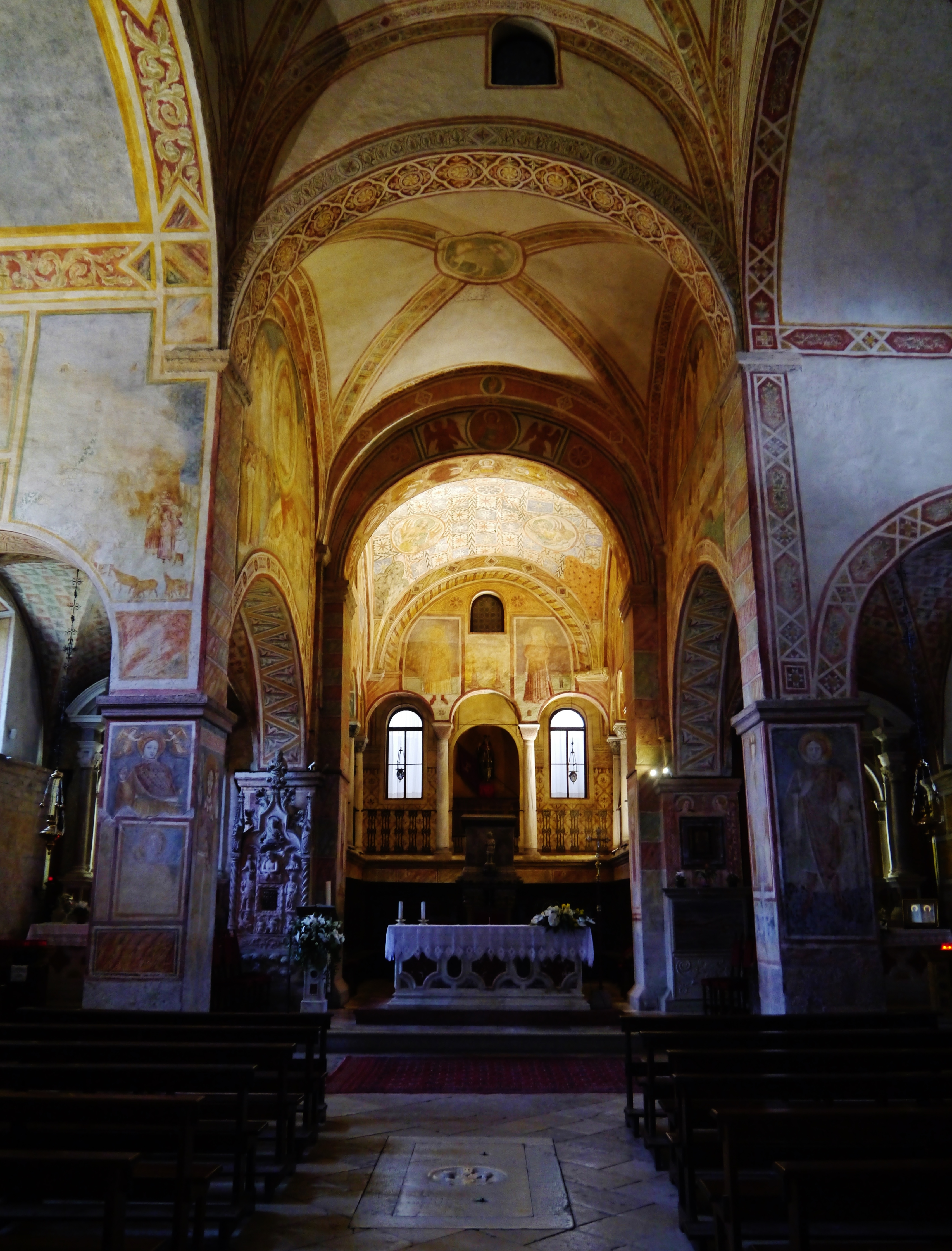

Bazilika svatyně svatého Viktora a Korony leží v Itálii na hoře Miesna, 3 km od obce Feltre v provincii Belluno. Dne 23. července 2002 ji papež Jan Pavel II. propůjčil titul baziliky minor.

## Historie areálu
Románská svatyně sv. Viktora a Korony byla postavena v letech 1096–1101 v době první křížové výpravy a vysvěcena byla dne 13. května 1101 biskupem z Feltre. Po vysvěcení baziliky byly do svatyně uloženy ostatky patronů města i diecéze – sv. Viktora a sv. Korony. Sousední klášter vedle svatyně je z roku 1495 a poslední řeholníci v něm působili v letech 1852–1878. Patřili k řádu menších bratří.

## Popis
Fresky v interiérech pocházejí z 12.–15. století, obsahují práce otonského výtvarné umění a jsou od žáků Tommaso da Modena. Příběh mučedníků je zobrazen v levém transeptu baziliky. Srdcem svatyně je mramorový sarkofág mučedníků, jenž stojí na sloupech s květinovým vlysem.
Starobylé varhany Giovanniho Battisty De Lorenzy daroval svatyni císař František Josef I. v roce 1861.

## Odkaz českého krále

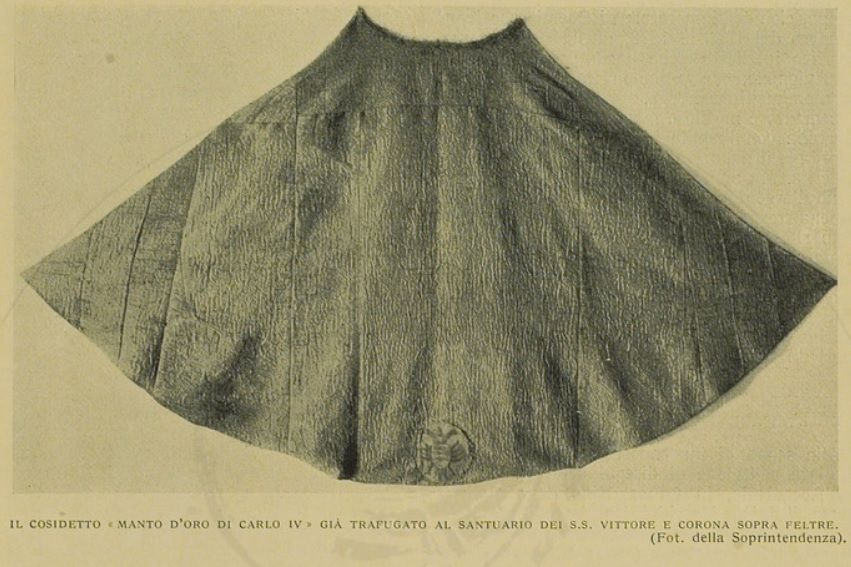

V říjnu 1354 navštívil toto místo český král Karel IV. a pokryl mramorový sarkofág s ostatky sv. Viktora a sv. Korony svým drahocenným rouchem. Na jedné fresce ve svatyni je zobrazen král s královnou klečící u náhrobku a nápis pod obrazem říká, že Carlo di Boemia koná se svou chotí návštěvu těl svatých mučedníků a uděluje kostelu darem desátky z Anzu a svůj plášť. Za tento dar si král, zbožný sběratel ostatků, vyprosil lebku sv. Viktora a ruku sv. Korony. V obřadu zvaném Lazzarone di Carlo IV. se za duši českého krále Karla IV. ve svatyni jednou ročně věřící modlí – vždy první neděli po Velikonocích po velkých bohoslužbách. V roce 1886 vykonal tento obřad (poprvé jiný než italský duchovní) Karl Jänig. Na začátku 20. století byly desátky v Anzu stále vybírány. Relikvie darované českému králi jsou součástí svatovítského pokladu a jsou uloženy v chrámu sv. Víta na Pražském hradě.
Na jeden rok (od května 2011 do května 2012) byla lebka svatého Viktora Prahou zapůjčena a vystavena v italské svatyni u Feltre.